# إنفلونزا فوجيان
إنفلونزا فوجيان مسمى لإنفلونزا يسببها إما الفيروس H3N2 أو الفيروس H5N1 من مجموعة فيروس الإنفلونزا أ. و سميت الإنفلونزا نسبة إلى مقاطعة فوجيان الساحلية في جمهورية الصين الشعبية.
سبب الفيروس H3N2 موسم إنفلونزا عالي الحدة بين العامين 2003 و 2004 نتيجة لإعادة تشكيل بروتين الراصة الدموية (هيماقلوتينين). و أصبح الفيروس بعد ذلك ضمن اللقاحات الدورية للإنفلونزا. و تعتبر الأنماط المتحدرة من الفيروس أحد أكثر مسببات الإنفلونزا شيوعاً.
فيروس فوجيان H5N1 هو أحد أنواع إنفلونزا الطيور، و يتميز الفيروس بمقاومته للعلاجات الدوائية وقدرته على الانتشار السريع.